# 浙江越秀外国语学院
30°04′05″N 120°32′01″E / 30.068111°N 120.533694°E
浙江越秀外国语学院，是位于中国浙江省绍兴市的一所全日制民办普通高等学校，浙江省第一所外语类高等院校。由浙江省教育厅主管，新和成控股集团有限公司主办。
创始人邵鸿书先生之所以将学校命名为“越秀”，其意是要为“越州”（古越绍兴之称）培养“俊秀”（优秀人才）。学校前身为创建于1981年的绍兴越秀外国语学校，2008年，升格为本科层次的浙江越秀外国语学院。并逐步建立了以外语类专业为主，经贸商务、艺术多学科发展的教學體制。截至2020年，该校有在读全日制学生16,618名，居绍兴市诸高校之首。教员765人，其中擁有正高級職稱者為109人。为浙江省国际化总体水平较高的高等院校，其教学、学术水平在中国民办高等院校中亦具有一定的影响力。

## 历史
1980年8月，中共绍兴地委统战部、同地区政协工委与民主黨派绍兴组织在同市开办了两个外语夜校补习班，分别为位于绍兴六中的英语补习班及位于树人中学的日语补习班。1981年3月，两个补习班合并，更名为绍兴越秀外国语补习学校。1981年6月1日，绍兴县教育局发文、地区教委备案，批准在绍兴越秀外国语补习学校基础上，成立绍兴越秀外国语学校，并明定该校由民盟绍兴地区委员会领导，业务由绍兴县教育局主管。该校也由此成为绍兴第一所由社会力量举办的全日制公助民办外语类职业高级中学。
1999年10月，经浙江省人民政府批准，学校升格为绍兴越秀外国语职业学院（筹）。2001年，绍兴越秀外国语学校正式升格为绍兴越秀外国语职业学院。同年，浙江省人民政府亦批准正式建立專科层次的越秀外国语职业学院。2008年4月8日，中华人民共和国教育部同意在绍兴越秀外国语职业学院的基础上设立本科层次的浙江越秀外国语学院。

## 校园环境
截至2020年，浙江越秀外国语学院校園占地面積為550,385平方公尺，其中建筑面积为263,604平方公尺。拥有镜湖校区、稽山校区两个校区。稽山校区为校本部所在地，有绍兴市开行专0018路公共汽車等公共交通联外，交通便捷。而该校位于镜湖高教园区的校区于2018年成立，校区内多有欧式建筑，拥有大片水域，遍植樱花树，春季时，校内风景常引人注目。

## 院系设置
2008年，浙江越秀外国语学院成立后，开设了日语、英语、朝鲜语、法语、对外汉语5个本科专业，此后本科专业数逐步增加。至2022年，该校开设了48个本科专业，以外语类学科为主，此外，该校也拥有经济学、管理学、艺术学等学科门类。浙江越秀外国语学院共开设外语语种16门，为浙江省开设外语语种最多的高校。现今，浙越外不仅致力于培养应用型、国际化且具有团队合作意识的多语种人才，也在积极争取入选硕士学位授权立项建设院校。
| 教学单位名称               | 学科                                                                           | 网页 |
| -------------------------- | ------------------------------------------------------------------------------ | ---- |
| 英语学院                   | 英语、商务英语、翻译                                                           | ※    |
| 东方语言学院               | 日语、朝鲜语、阿拉伯语、印度尼西亚语、泰语、土耳其语、波斯语                   | ※    |
| 西方语言学院               | 法语、意大利语、西班牙语、俄语、德语、葡萄牙语、波兰语、捷克语                 | ※    |
| 国际商学院                 | 大数据管理与应用、工商管理、国际商务、金融工程、经济统计学、税收学、投资学     | ※    |
| 数字贸易学院               | 国际经济与贸易、物流管理、电子商务、跨境电商                                   | ※    |
| 网络传播学院               | 传播学、新闻学、编辑出版学、数字媒体艺术、网络与新媒体、数字媒体技术、时尚传播 | ※    |
| 艺术学院                   | 舞蹈表演、影视摄影与制作、播音与主持艺术、学前教育（师范）                     | ※    |
| 中国语言文化学院           | 汉语言文学、汉语国际教育、戏剧影视文学                                         | ※    |
| 酒店管理学院               | 酒店管理、会展经济与管理                                                       | ※    |
| 东部理工数据科学与传播学院 | 大数据管理与应用、网络与新媒体、数字媒体艺术                                   | ※    |
| 应用外语学院               | 应用英语、应用日语、应用西班牙语、商务管理、应用法语                           | ※    |
| 留学生教育学院             | 旅游汉语、电商汉语、物流汉语                                                   | ※    |

### 学术资源
浙江越秀外国语学院学报是《语言与文化论坛》，时常收录外语文学、商务等领域的学术论文。浙江越秀外国语学院的校图书馆在稽山、镜湖都设有馆舍。其中，镜湖校区的馆舍建立了开放式借阅大厅，又设有日常的阅读室、学生沙龙区以及教师辅导区，以满足不同读者之需求。2020年，该校图书馆有中外文纸质图书共200万册，居绍兴市诸高校之首。该校亦拥有丰富的电子图书、期刊典藏。
浙越外依托地理位置及发展语言类学科的優勢，建立了东北亚研究中心、绍兴大禹与中国传统文化研究中心、浙江国际化战略研究院等科研机构。其中东北亚研究中心于2020年正式成为国家教育部认可的“国别与区域高水平建设单位”。此外，该校也积极举办了一些学术研讨会，以强化科研能力、并促进学院与其他院校的学术交流。

## 学校文化
校训
浙江越秀外国语学院的校训为“和成育秀”。（诠释：物和嘉成，臻于至善；敦品励学，涵育英才）
校园活动
以外语类学科著称的浙越外重视发展外语类文艺活动，并通过欧情风尚节、亚洲文化节、中东风情沙龙等活动积极推介外国文化。该校学生也积极发挥语言优势，在一些翻译、语言类竞赛中获得了良好的成绩。此外，越秀外国语学院邻近东晋书法家王羲之的住所兰亭，重视传承发展书法文化，并与书法团体兰亭书会合作成立了兰亭书法艺术传播中心，积极向各国推广中国书法文化。

## 对外交流
作为语言类学科拥有一定优势的大学，浙江越秀外国语学院也重视与各国友好院校的交流，进入21世纪，该校也响应中国政府的“一帶一路”政策，开设了一些外语类学科。2005年，该校开始招收外国留学生，其后又成立专门针对外籍学生的留学生教育学院，以教授中文、推广中华文化。2017年，越秀外国语学院已经与27个国家、地区的119所大学建立了友好合作关系，该校也由此成为浙江省国际化总体水平较高的高等院校之一。

## 引用
1. 1 2 3 4  年鉴（2021年），第247页
2. 1 2 3  年鉴（2018年），第323-324页
3. ↑  民主党派（1995年）
4. ↑  年鉴（2002年）
5. 1 2 3 4 5 6  教育部（2008年）
6. ↑  公交（2021年）
7. ↑  年鉴（2019年），第289页
8. ↑  桃李（2016年）
9. ↑  南洋（2020年）
10. 1 2 3  教育部（2022年）
11. 1 2  双外语（2020年）
12. 1 2  印尼（2016年）
13. 1 2  泰语（2016年）
14. ↑  年鉴（2020年），第251页
15. ↑  年鉴（2021年），第247-248页
16. 1 2  留学生（2017年）
17. ↑  陈校语（2022年）
18. ↑  图书馆（2017年）
19. ↑  市府（2018年）
20. ↑  市府（2016年）
21. ↑  天目新闻（2022年）
22. ↑  诗路（2022年）
23. ↑  标识（2021年）
24. 1 2  兰亭（2022年）

## 外部連結
- 浙江越秀外国语学院 （页面存档备份，存于）